# پارک حیات‌وحش کلمردن، سوئد
پارک حیات‌وحش کولموردن (سوئدی: Kolmårdens djurpark) یک پارک حیوانات است که در سال 1965 در کنار خلیج براویکن در سوئد افتتاح شد. این پارک بزرگ‌ترین پارک حیوانات در اسکاندیناوی است و شامل اولین دلفیناریوم در اسکاندیناوی می‌باشد که در سال 1969 افتتاح شده و نمایش‌های روزانه دارد، همچنین اولین سافاری با کابلی در جهان را داراست. پارک حیات‌وحش همچنین نمایش‌هایی از پرندگان شکاری و نمایشی از شیرهای دریایی دارد. در منطقه دنیای دریایی، یک ترن هوایی به نام "اکسپرس دلفین" وجود دارد. ترن هوایی بزرگ‌تری نیز به نام Wildfire در این پارک وجود دارد.

## تاریخ
این پارک در سال 1962 توسط اولف سوئن‌سون به‌عنوان راهی برای احیای شهرداری کولموردن تصور شد و در سال 1965 با 210 حیوان افتتاح شد.
تأسیس خرس قطبی در سال 1968 با شش خرس قطبی — یکی از بزرگ‌ترین تأسیسات خرس قطبی در جهان — انجام شد. دلفیناریوم در سال 1969 افتتاح شد و در سال 1972 این پارک خانه‌دار خرس قهوه‌ای شد. در سال 1972 همچنین پارک سافاری که بازدیدکنندگان می‌توانستند از آن عبور کنند و تروپیکاریم که مارها و کروکودیل‌ها را نمایش می‌داد، افتتاح شدند که خارج از ورودی پارک قرار داشت.
در سال 1993، پارک دلفین لاگون را افتتاح کرد. در سال 1997، این پارک از مالکیت شهرداری به مالکیت خصوصی منتقل شد. دنیای بامسه، که به شخصیت کارتون بامسه اختصاص داشت، در سال بعد افتتاح شد.
پارک‌ها و تفریحات اسکاندیناوی در سال 2001 عملیات پارک را به‌دست گرفتند و از آن زمان تغییرات زیادی را ایجاد کرده‌اند. دنیای ببر، جایی که بازدیدکنندگان می‌توانند "به‌طور ترسناکی نزدیک" به ببرها شوند، در سال 2007 تکمیل شد و در سال 2008، دلفیناریوم به یک دنیای دریایی جدید گسترش یافت. در سال 2009، یک ترن هوایی خانوادگی به نام "اکسپرس دلفین" (Delfinexpressen) در دنیای دریایی افتتاح شد.
در سال 2006، یک بچه گوریلا برای اولین بار در تاریخ در کولموردن به دنیا آمد که تولد آن اولین تولد این گونه در سوئد بود. این گوریلا که نامش انزو بود در ابتدا توسط مادرش پذیرفته نشد و نگهبانان پارک مجبور شدند او را پرستاری کنند. انزو بعدها دوباره به خانواده‌اش معرفی شد و در سال 2009، انزو یک برادر به نام اکو پیدا کرد.
پارک سافاری که ابتدا در سال 1972 افتتاح شده بود، در سال 2010 برای بازدیدکنندگان خودرو بسته شد، اما در سال 2011 با یک کابین‌واکی کم‌ارتفاع به نام "سافاری" جایگزین شد. این جاذبه شامل پنج منطقه با تم‌ها و حیوانات مختلف است:
ارتفاعات: لاماها و آیبکس
جنگل خرس‌ها: خرس قهوه‌ای یوراسیا
ساوانا: بلاک‌باك, زرافه‌ها, گوزن معمولی, گمزبوک, گورخر, نعامه, آنکوله-واتوسی, گورخر گریوی, لخوه, چیتال
جنگل اسکاندیناوی: گوزن قرمز, گوزن شمالی, گوزن شکاری, بوفالوی اروپایی
دره شیرها: شیر آفریقایی
در 17 ژوئن 2012، گرگ‌های خاکستری پارک به یک نگهبان که تنها در محوطه آن‌ها کار می‌کرد حمله کرده و او را کشتند.
در مارس 2014، کولموردن اعلام کرد که یک منطقه جدید پارک با تم برای کودکان کوچک باز خواهد شد، و شخصیت کارتونی محبوب بامسه یک منطقه تم جدید با چندین جاذبه خواهد داشت، از جمله یک ترن هوایی کوچکتر که قرار بود در سال 2015 افتتاح شود.
در 8 آوریل 2014، پارک اولین سرمایه‌گذاری بزرگ در ترن هوایی خود را اعلام کرد، Wildfire، یک ترن هوایی چوبی از شرکت Rocky Mountain Construction با ریل‌های برآمده که در سال 2016 افتتاح شد.

## حیوانات
این پارک دو فیل هندی دارد که به پادشاه سوئد از سوی تایلند هدیه داده شده‌اند. پارک حیات‌وحش کولموردن تنها گوریلاها، دلفین‌های بینی بطری، سگ بووش، آنتلوپ آدادکس، آنتلوپ اوریکس، فیل هندی، تاکین, گورخر گریوی و آیبکسها در سوئد است.
پارک 11 دلفین دارد: نفله (م), آریل (م), لیرا (م), لونا (م), دیوید (م), فنه (م), پرما (م), پیچ (م), فین (م), آلان (م) و نپتون (م).

## حوادث
در سال‌هایی که خودروهای عمومی اجازه داشتند از سافاری عبور کنند، بازدیدکنندگان گاهی از وسایل نقلیه خود خارج می‌شدند تا عکس‌های بهتری بگیرند. در جولای 1982، یک مرد از ماشین خود در محوطه شیرها خارج شد و توسط شیرها کشته شد.
در سال 1991، نگهبان فیل، رابرت نیلسون، چهار فیل را از محوطه‌شان به اصطبل منتقل می‌کرد که او توسط یکی از فیل‌ها کشته شد. در حالی که نیلسون بین فیل‌ها و دیوار راه می‌رفت، فیل پیشرو "دونکی" ناگهان برگشت و به "پوتچی" حمله کرد. پوتچی نیز به نیلسون برخورد کرد و او را به دیوار فشرد. این حادثه به‌عنوان یک تصادف در نظر گرفته شده است.
بین سال‌های 1991 و 2012، پارک پروژه‌ای به نام "نرکناتک وارگ" (تماس نزدیک با گرگ‌ها) را برای گروه‌های بازدیدکننده پرداختی برگزار کرد. این پروژه موفقیت‌آمیز بود و تا 8000 بازدیدکننده سالانه جذب می‌کرد. اما این پروژه پس از آنکه یک گروه از گرگ‌ها بیولوژیست و راهنمای پارک، کارولینا بردین را کشتند، متوقف شد. مدیر باغ‌وحش در آن زمان، ماتس هوگرن، به‌دلیل کوتاهی در وظیفه خود گناهکار شناخته شد و به حبس تعلیقی و جریمه محکوم شد. پارک حیات‌وحش کولموردن همچنین باید مبلغ 3.5 میلیون کرون سوئدی به خانواده قربانی پرداخت کند.